# Idanthyrsus pennatus
Idanthyrsus pennatus är en ringmaskart som först beskrevs av Peters 1855.  Idanthyrsus pennatus ingår i släktet Idanthyrsus och familjen Sabellariidae. Inga underarter finns listade i Catalogue of Life.